# Slatina (Oštra Luka)
Slatina (szerbül: Слатина) falu Bosznia-Hercegovinában, a Szerb Köztársaságban, Oštra Luka községben. Slatina falunak a területmegosztás után a Szerb Köztársasághoz került része.

## Fekvése
Bosznia-Hercegovina nyugati részén, Banja Lukától légvonalban 60, közúton 106 km-re nyugatra, Prijedortól légvonalban 29, közúton 57 km-re délnyugatra, községközpontjától  légvonalban 18, közúton 32 km-re nyugatra fekvő dombos, erdős területen fekszik.	

## Népessége
| Nemzetiségi csoport | Népesség 1991 | Népesség 2013 |
| ------------------- | ------------- | ------------- |
| Szerb               | 48            | 28            |
| Bosnyák             | 0             | 0             |
| Horvát              | 0             | 1             |
| Jugoszláv           | 0             | 0             |
| Egyéb               | 0             | 0             |
| Összesen            | 48            | 29            |

## Története
Slatina 1878-ig tartozott az Oszmán Birodalomhoz, majd az Osztrák-Magyar Monarchia része lett. 1879-ben az első osztrák-magyar népszámlálás során a faluban 28 házat és 156 ortodox szerb lakost számláltak. 1910-ben Slatina községnek a hozzá tartozó Zenkovcival együtt 81 háza és 318 ortodox szerb lakosa volt. A monarchia szétesésével 1918-ben előbb a Szerb-Horvát-Szlovén Királyság, majd 1929-től a Jugoszláv Királyság része. 1921-ben a faluban 62 házat és 379 lakost számláltak. A település iskolája 1932-ben épült. Jugoszlávia megszállása után a falu a Független Horvát Állam (NDH) része lett, majd nem sokkal ezután megkezdődött a szerb lakosság lázadása az új hatalommal szemben, melyet a szerbek elleni usztasa támadások követtek. A rendelkezésre álló adatok szerint 1941. augusztus 6-án az usztasa egységek behatolása során a horvát honvédség és az NDH rendőrség tagjai a podgrmeči Slatina, Antonić Brdo és Halilovci falvak mintegy 100 lakosát fogták el és ölték meg. A második világháború idején a faluban partizánkórház működött.
1945-től a település a szocialista Jugoszlávia része volt. 1963-ig Ljubija községhez tartozott. Ezután Budimlić Japra község része lett. A bosznia-hercegovinai hadsereg a Sana hadművelet keretében 1995. szeptember 20-án elfoglalta és felgyújtotta a települést. A daytoni békeszerződés utáni területmegosztási megállapodás értelmében a háború előtti Slatina település nagyobb, 5,84 km2 területű része a Boszniai Szerb Köztársasághoz és Oštra Luka községhez került, míg a település kisebb 3,24 km2 területű része a Bosznia-hercegovinai Föderáció Una-Szanai kantonjában levő Sanski Most község területénél maradt.

## Híres emberek
Slatina faluban született 1879-ben Vaso Glušac, aki számos tisztség mellett az első világháború után a Szerb-Horvát-Szlovén Királyság Ideiglenes Népi Képviseletének tagja, 1932-től a második világháborúig pedig a Jugoszláv Királyság Szenátusának titkára volt. 1954-ben halt meg Belgrádban.